# Galaj
A galaj (Galium) a buzérfélék (Rubiaceae) családba tartozó egynyári és évelő lágy szárú növények nemzetsége, amely az északi és a déli félteke mérsékelt égövében egyaránt előfordul. Egyes galajfajokat ágyszalmaként is használtak, emiatt angol nevük bedstraw. 
A nemzetségnek a 2013-as becslések szerint 629  és 650  közötti faja van.
Legújabb kutatások szerint több galaj mérgező anyagokat tartalmaz, emiatt fogyasztásuk tilos. Szerepelnek az OGYÉI tiltólistáján is.

## Ismertebb fajok
- Közönséges galaj (Galium mollugo L.)
- Ragadós galaj (Galium aparine L.)
- Tejoltó galaj (Galium verum L.)
- Mocsári galaj (Galium palustre L.)
- Háromszarvú galaj (Galium tricornutum Dandy)
- Keresztes galaj (Galium cruciata (L.) Scop.)

## Lásd még
- A galajféléken élő lepkék listája (angolul)
- A galajfélék listája (angolul)

## Külső linkek
- Közönséges, ragadós, tejoltó galaj felismerése, felhasználása (magyar Youtube-videó, elavult gyógyhatásra vonatkozó információkkal)